# Балде, Амиду
Амиду Балде (порт. Amido Baldé; 16 мая 1991, Бисау, Гвинея-Бисау) — гвинейский футболист, нападающий. Выступал в сборной Гвинеи-Бисау.

## Клубная карьера
Амиду начал карьеру в одном из африканских филиалов академии лиссабонского «Спортинга». В 2008 году он был принят в молодёжную команду в «львов». В 2010 году из-за высокой конкуренции Балде на правах аренды перешёл в «Санта-Клару». 29 августа в матче против «Ароки» он дебютировал за новый клуб в Сегунда лиге. В 2011 году Балде был отправлен в аренду в испанский «Бадахос», выступающий в третьем дивизионе. Вторую половину года также на правах аренды он провёл в бельгийском «Серкль Брюгге». 27 августа в поединке против «Вестерло» Амило дебютировал в Жюпиле лиге. 1 октября во встрече против «Сент-Трюдена» он забил свой первый гол за новую команду.
Летом 2012 года Балде покинул «Спортинг» и подписал двухлетнее соглашение с «Виторией». 21 сентября в матче против «Морейренсе» Амиду дебютировал в Сангриш лиге. 23 ноября в поединке против «Бейра-Мар» он забил первый гол за клуб. В том же сезоне Балде помог команде завоевать Кубок Португалии.
Летом 2013 года Амиду подписал соглашение на четыре года с шотландским «Селтиком». 24 августа в матче против «Инвернесса» он дебютировал в шотландской Премьер-лиге. 28 сентября в поединке против «Килмарнока» Балде забил свой первый гол. Летом 2014 года для получения игровой практики он на правах аренды перешёл в «Васланд-Беверен». 13 сентября в матче против «Зюлте-Варегем» Амиду дебютировал за новую команду. В этом же поединке Балде забил совй первый гол за «Васланд-Беверен». В начале 2015 года Амиду был отдан в аренду в тель-авивский «Хапоэль». 19 января в матче против «Бейтара» он дебютировал в чемпионате Израиля.
В 2016 году Амиду выступал за ангольскую «Бенфику». Летом того же года он перешёл в «Маритиму». 16 сентября в матче против «Насьонала» Балде дебютировал за новую команду. Летом того же года Амиду вернулся в Португалию, подписав контракт с «Маритиму». 16 сентября в матче против «Насьонала» он дебютировал за новую команду. В начале 2017 года для получения игровой практики Балде на правах аренды перешёл в «Тонделу». 5 марта в матче против «Пасуш де Феррейра» он дебютировал за новый клуб.

## Международная карьера
В 2010 году в составе юношеской сборной Португалии Балде принял участие в юношеском чемпионате Европы во Франции. На турнире он сыграл в матчах против команд Италии, Испании и Хорватии.
В 2011 году Бельде в составе молодёжной сборной Португалии выступал на молодёжном Чемпионате мира в Колумбии. На турнире он сыграл в матче против молодёжной сборной Камеруна и помог команде выиграть.
В 2014 года Балде принял решение выступать за сборную своей исторической родины — Гвинеи-Бисау. 13 мая 2015 года в отборочном матче Кубка Африки против сборной Замбии он дебютировал за сборную Гвинеи-Бисау. 8 октября 2015 года в отборочном матче чемпионата мира 2018 против сборной Либерии Амиду забил свой первый гол за национальную команду.

### Голы за сборную Гвинеи-Бисау
| #   | Дата           | Место                                 | Противник | Счёт | Результат | Соревнование                     |
| --- | -------------- | ------------------------------------- | --------- | ---- | --------- | -------------------------------- |
| 01. | 8 октября 2015 | Антуанетта Таубман, Монровия, Либерия | Либерия   | 1:1  | 1:1       | Чемпионат мира 2018 квалификация |

## Достижения
«Витория» Гимарайнш
- Обладатель Кубка Португалии — 2012/2013

 «Селтик»
- Шотландская Премьер-лига — 2013/2014

 Сборная Португалия (до 20)
- Молодёжные чемпионат мира: 2011